# Lomandra
Genre
Classification phylogénétique
Lomandra, communément appelé  mat rushes (joncs à nattes - tapis de sol), est un genre de monocotylédones herbacées vivaces de la famille des Asparagaceae, sous-famille des Lomandroideae. Il existe 60 espèces, toutes originaires d'Australie ; deux d'entre elles s'étendent également en Nouvelle-Guinée et en Nouvelle-Calédonie.
Ce sont généralement des plantes vivaces dioïques touffues avec de longues feuilles étroites en forme de lame qui naissent d'une base centrale sans tige et ont d'épais rhizomes ligneux et des racines fibreuses.

## Taxonomie
Désormais parmi les Asparagacées, ce genre était autrefois attribué à la famille des Dasypogonaceae, des Xanthorrhoeaceae ou des Liliaceae.

## Espèces
Selon la World Checklist of Selected Plant Families, 60 espèces étaient reconnues en janvier 2024 :
- Lomandra acicularis M.D.Barrett
- Lomandra altior Jian Wang ter
- Lomandra banksii (R.Br.) Ewart
- Lomandra bracteata A.T.Lee
- Lomandra brevis A.T.Lee
- Lomandra breviscapa Jian Wang ter
- Lomandra brittanii T.S.Choo
- Lomandra caespitosa (Benth.) Ewart
- Lomandra collina (R.Br.) Ewart
- Lomandra confertifolia (FMBailey) Fahn
- Lomandra cylindrica A.T.Lee
- Lomandra decomposita (R.Br.) Jian Wang ter & A.R.Bean
- Lomandra densiflora JMNoir
- Lomandra drummondii (F.Muell. ex Benth.) Ewart
- Lomandra effusa (Lindl.) Ewart
- Lomandra elongata (Benth.) Ewart
- Lomandra fibrata JMNoir
- Lomandra filiformis (Thunb.) Britten dans J.Banks
- Lomandra fluviatilis (R.Br.) ATLee
- Lomandra glauca (R.Br.) Ewart
- Lomandra gracilis (R.Br.) A.T.Lee
- Lomandra hastilis (R.Br.) Ewart
- Lomandra hermaphrodita (CRPAndrews) CAGardner
- Lomandra hystrix (R.Br.) LRFraser & Vickery
- Lomandra insularis Schltr.
- Lomandra integra TDMacfarl.
- Lomandra juncea (F.Muell.) Ewart
- Lomandra laxa (R.Br.) ATLee
- Lomandra leucocephala (R.Br.) Ewart
- Lomandra longifolia Labill.
- Lomandra marginata T.D.Macfarl. & Conran
- Lomandra maritima TSChoo
- Lomandra micrantha (Fin.) Ewart
- Lomandra montana (R.Br.) LRFraser & Vickery
- Lomandra mucronata (R.Br.) ATLee
- Lomandra multiflora (R.Br.) Britten dans J.Banks
- Lomandra nana (ATLee) ATLee
- Lomandra nigricans TDMacfarl.
- Lomandra nutans TDMacfarl.
- Lomandra obliqua (Thunb.) JFMacbr.
- Lomandra odora (Fin.) Ewart
- Lomandra ordii (F.Muell.) Ewart
- Lomandra oreophila B.J.Conn & A.L.Quirico
- Lomandra patens ATLee
- Lomandra pauciflora (R.Br.) Ewart
- Lomandra phillipsiorum Jian Wang ter
- Lomandra preissii (Fin.) Ewart
- Lomandra purpurea (Fin.) Ewart
- Lomandra ramosissima Jian Wang ter
- Lomandra rigida Labill.
- Lomandra rupestris (Fin.) Ewart
- Lomandra sericea (Fin.) Ewart
- Lomandra sonderi (F.Muell.) Ewart
- Lomandra sororia (F.Muell. ex Benth.) Ewart
- Lomandra spartea (Fin.) Ewart
- Lomandra spicata A.T.Lee
- Lomandra suaveolens (Fin.) Ewart
- Lomandra teres T.D.Macfarl.
- Lomandra tropica A.T.Lee
- Lomandra whicherensis Keighery

## Galerie

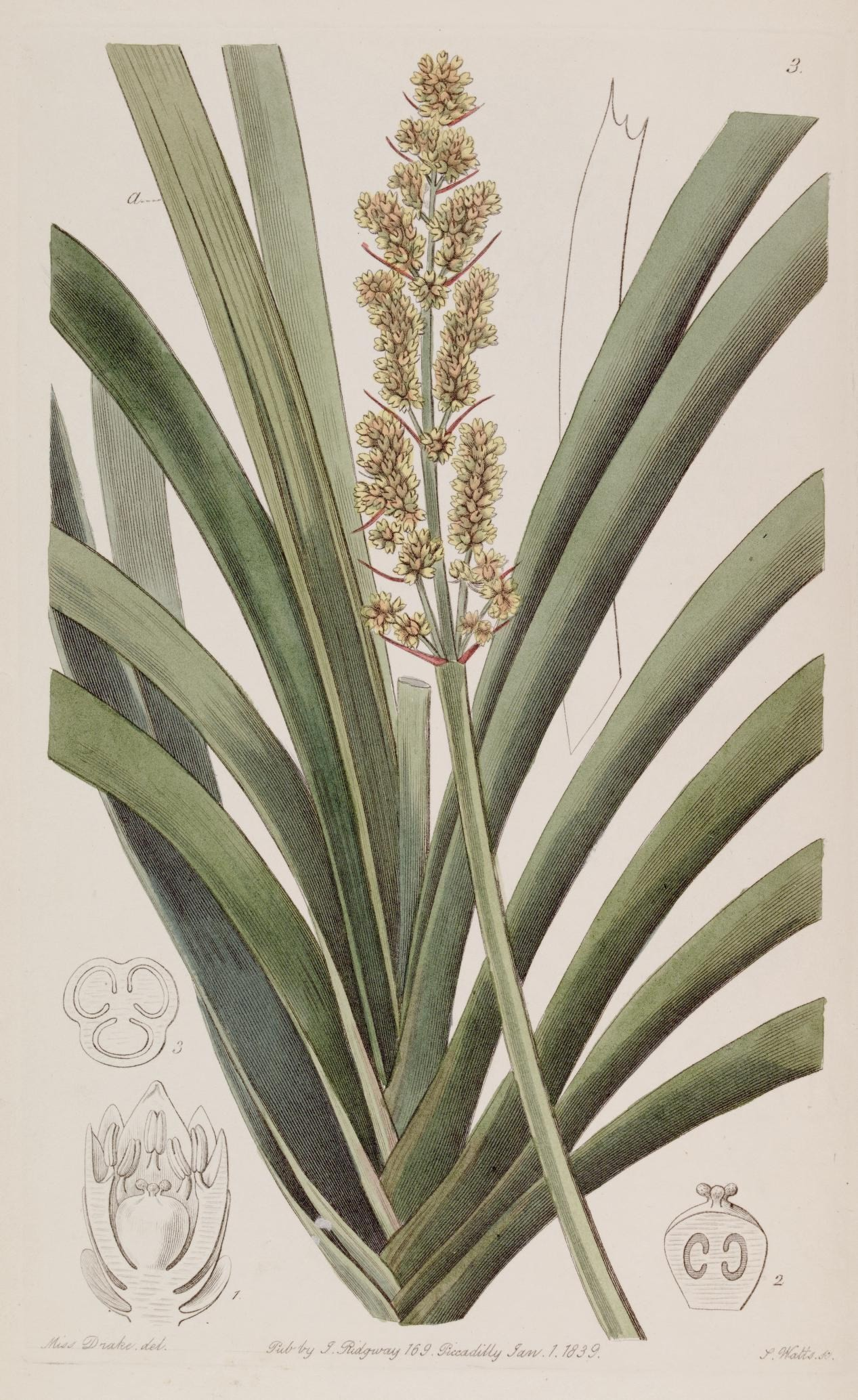
Illustration botanique
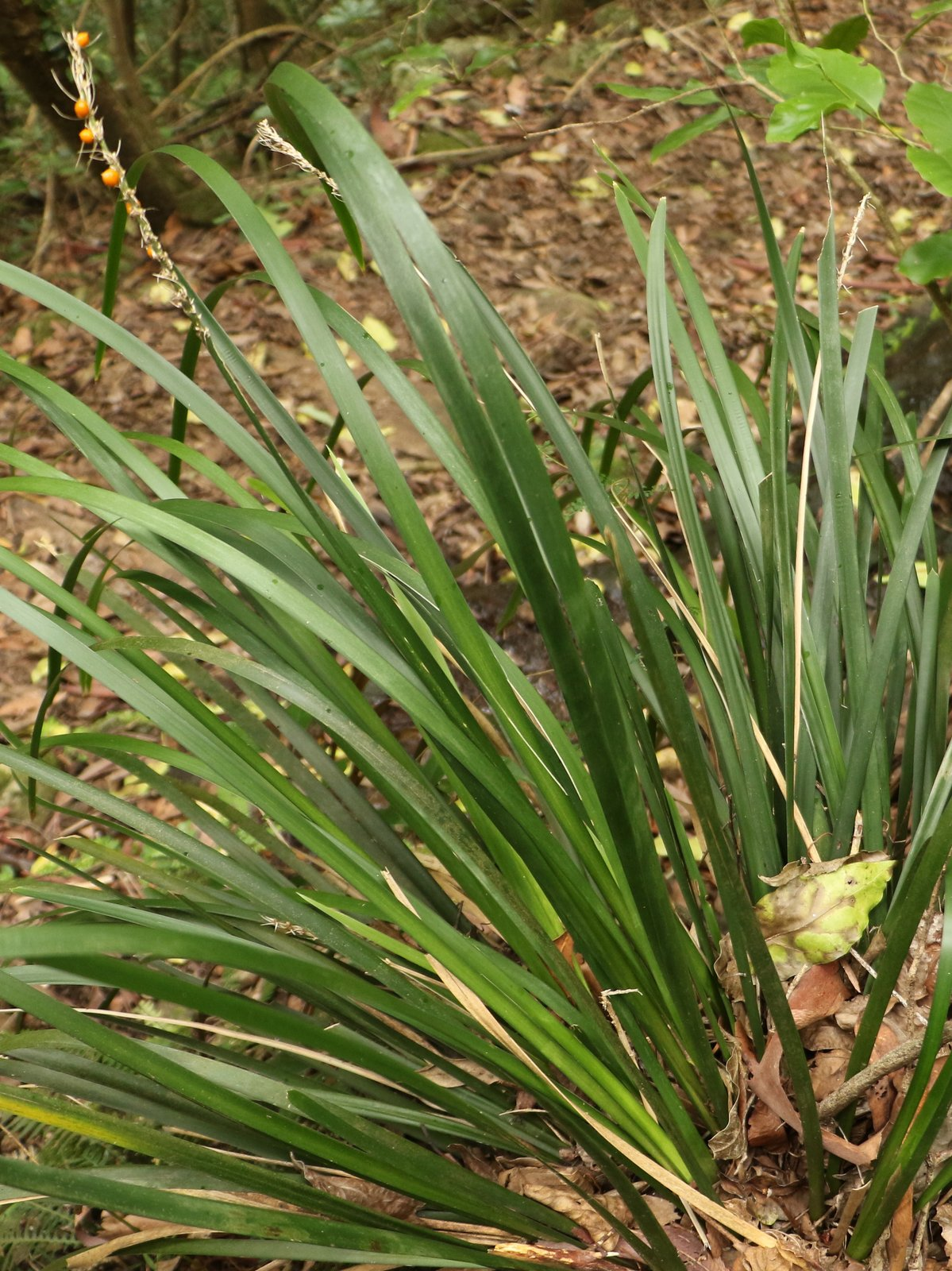
Lomandra spicata au Boorganna Nature Reserve, Nouvelle Galles du Sud, Australie
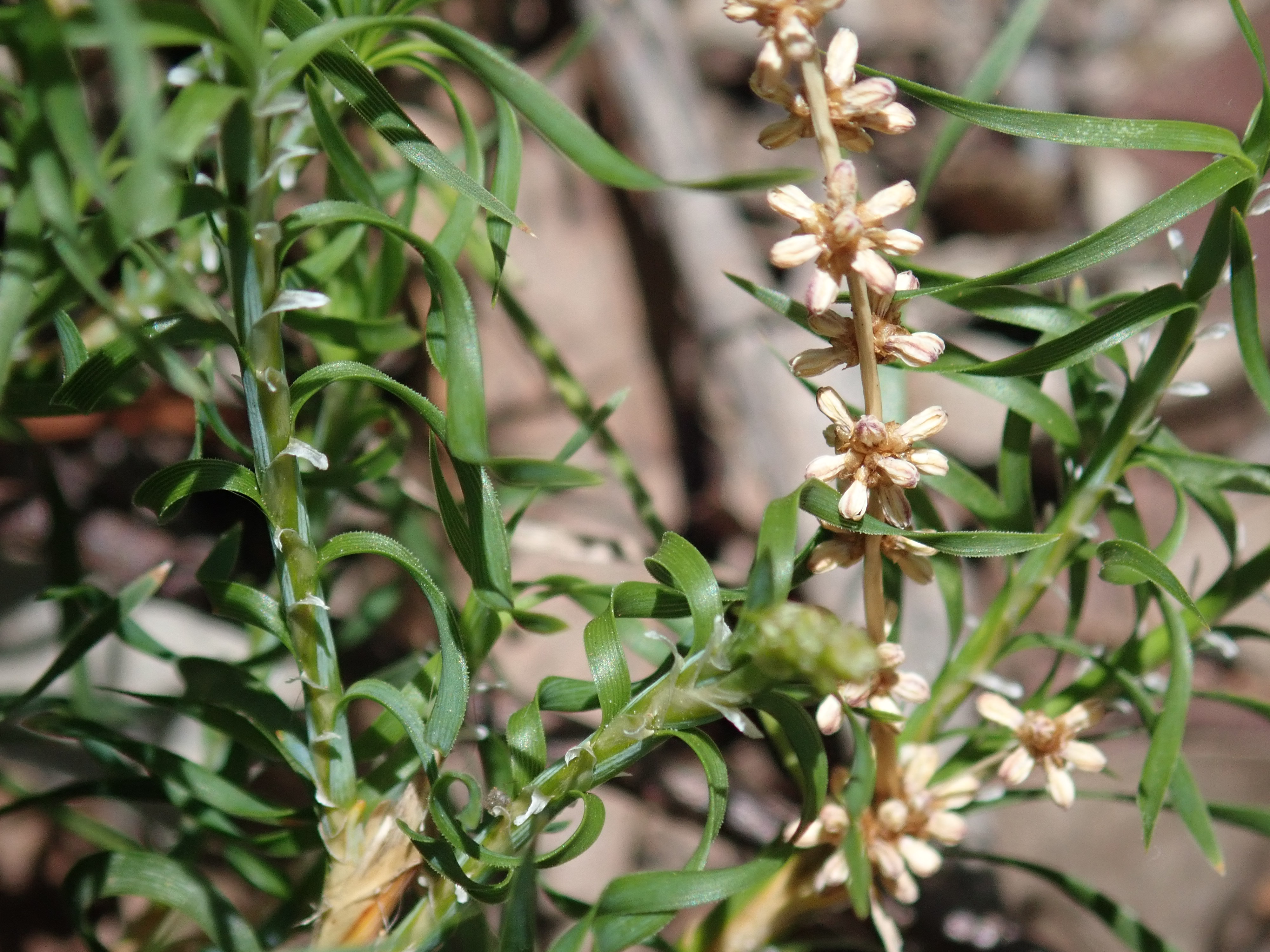
Lomandra obliqua
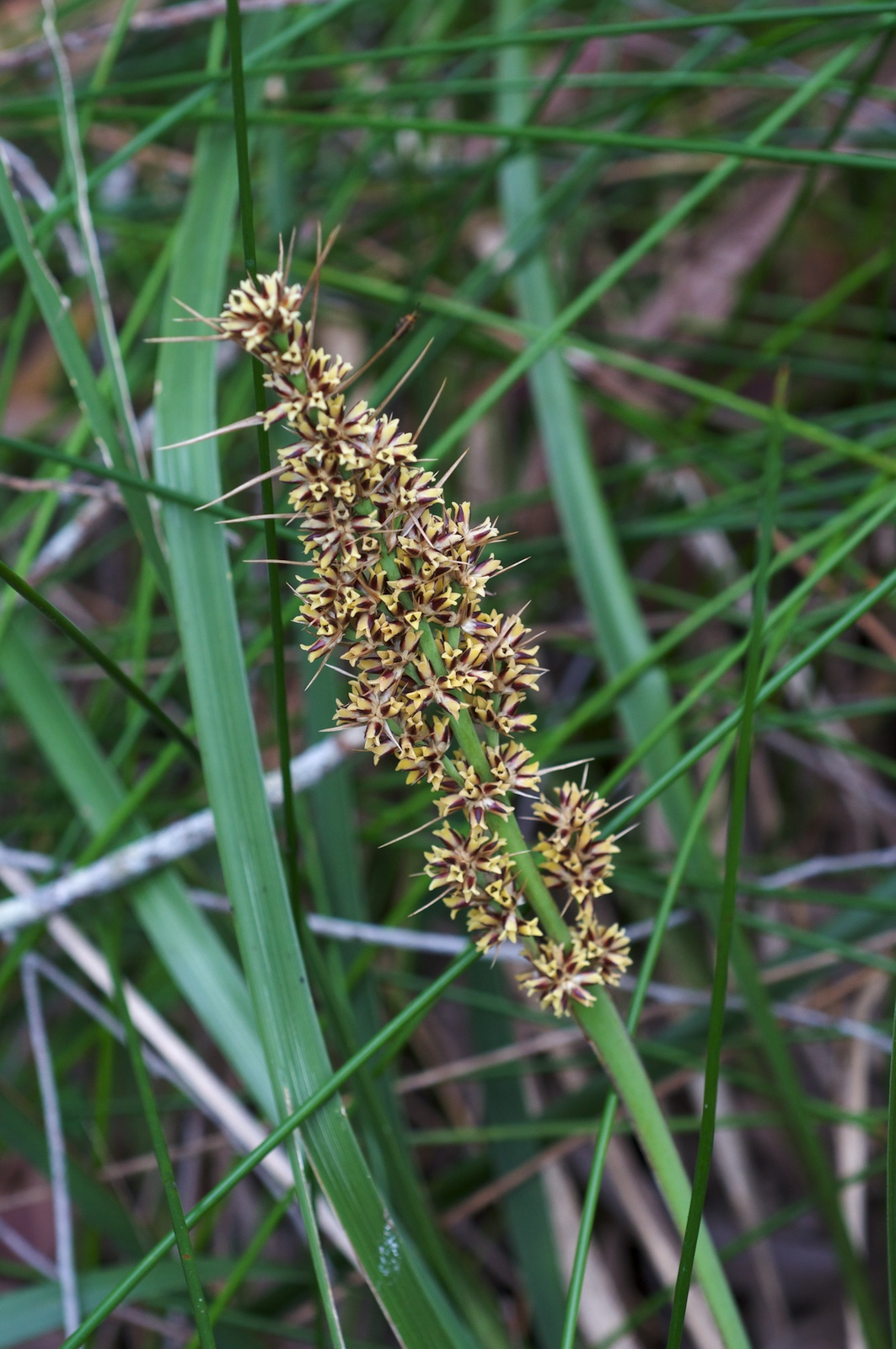
Lomandra longifolia
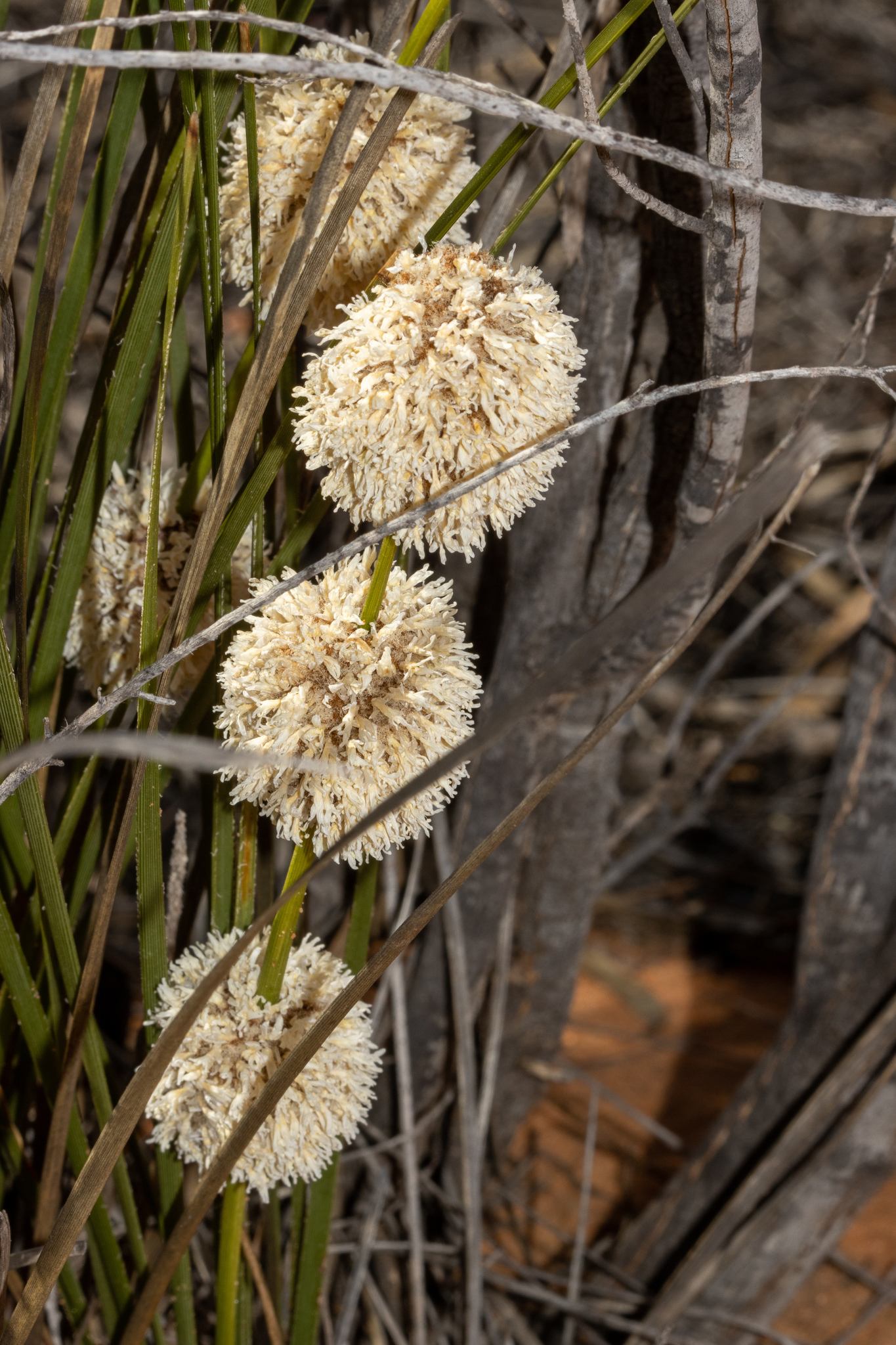
Lomandra leucocephala
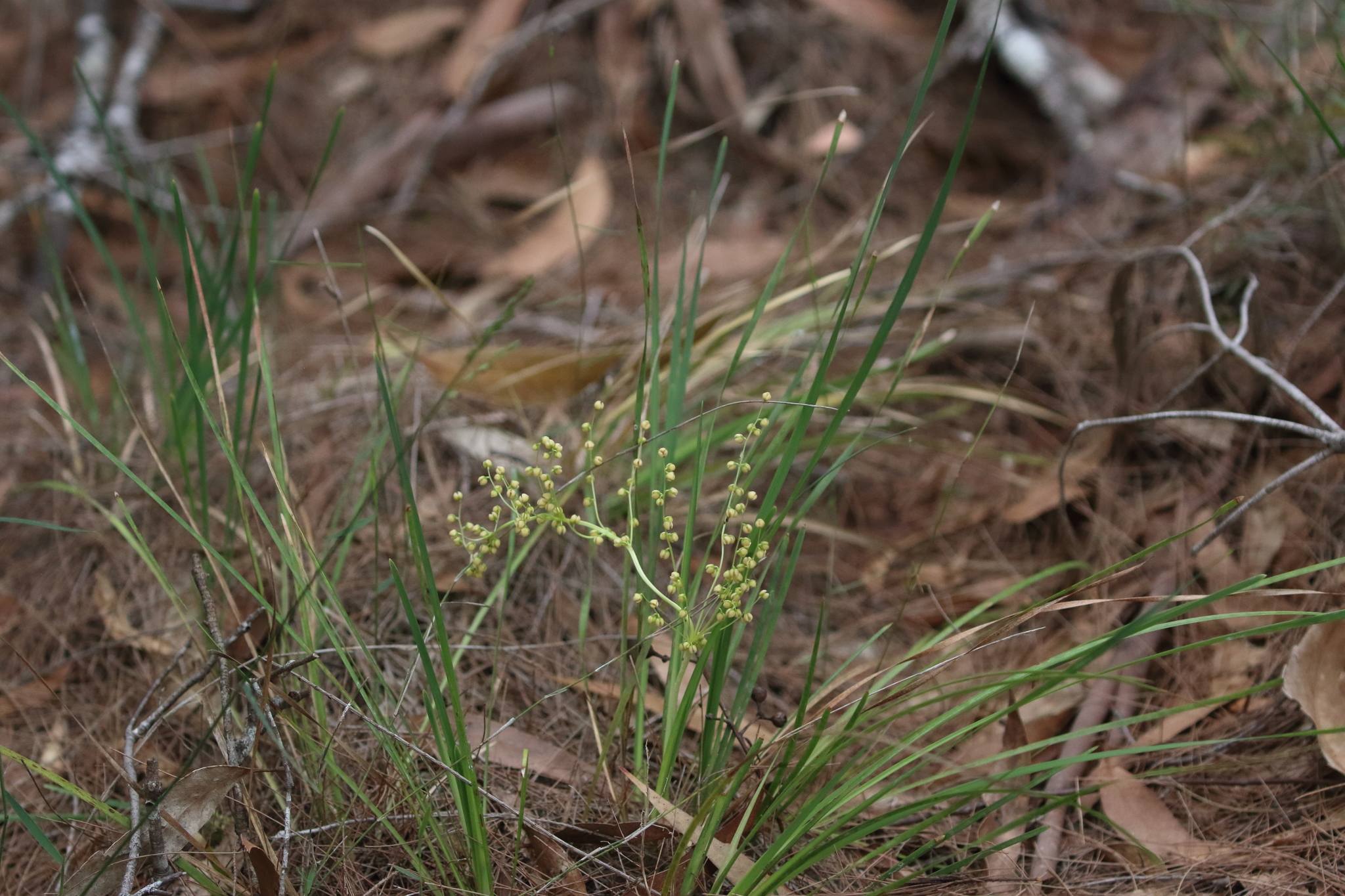
Lomandra laxa originaire du Queensland, Australie
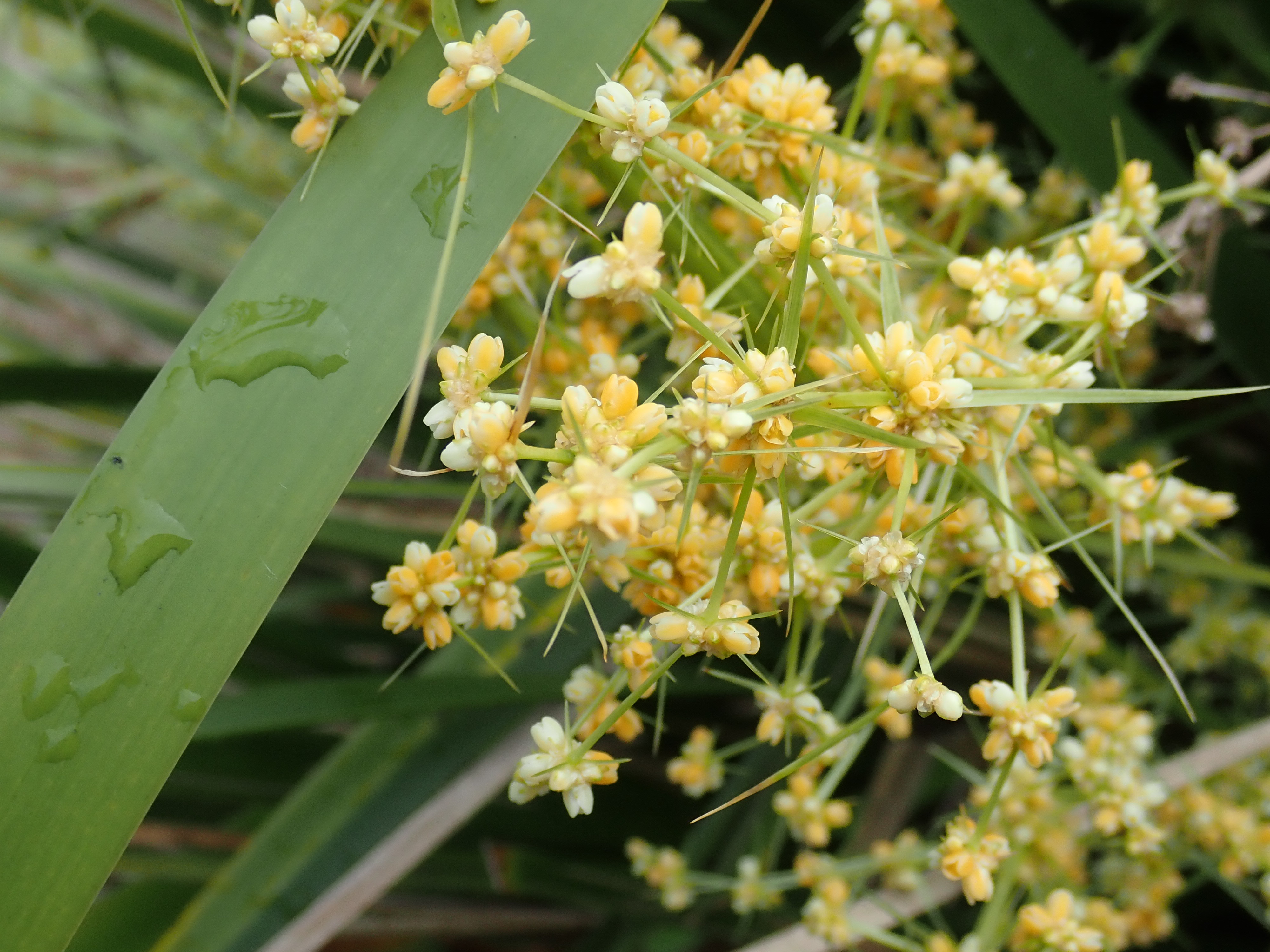
Lomandra hystrix
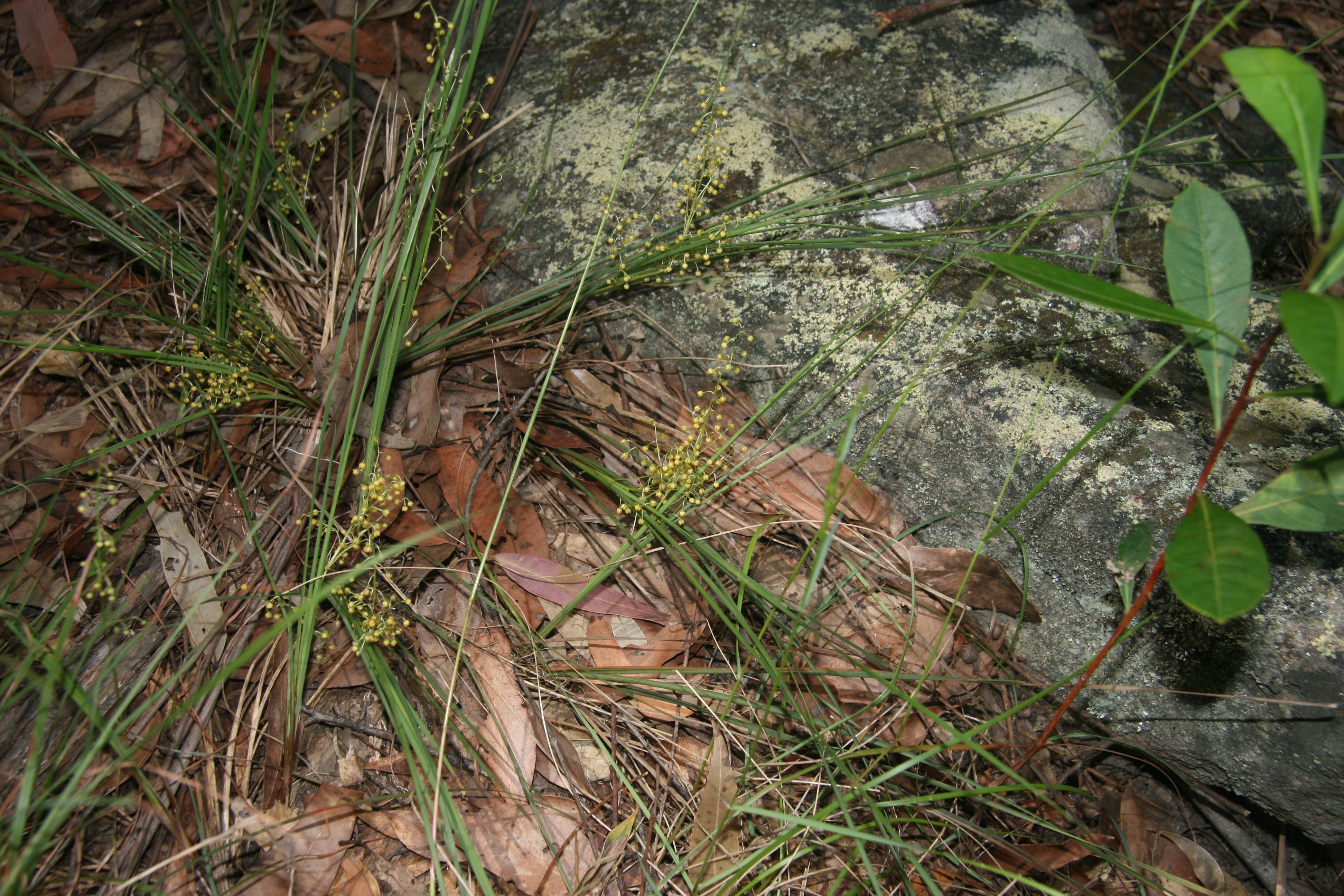
Lomandra gracilis
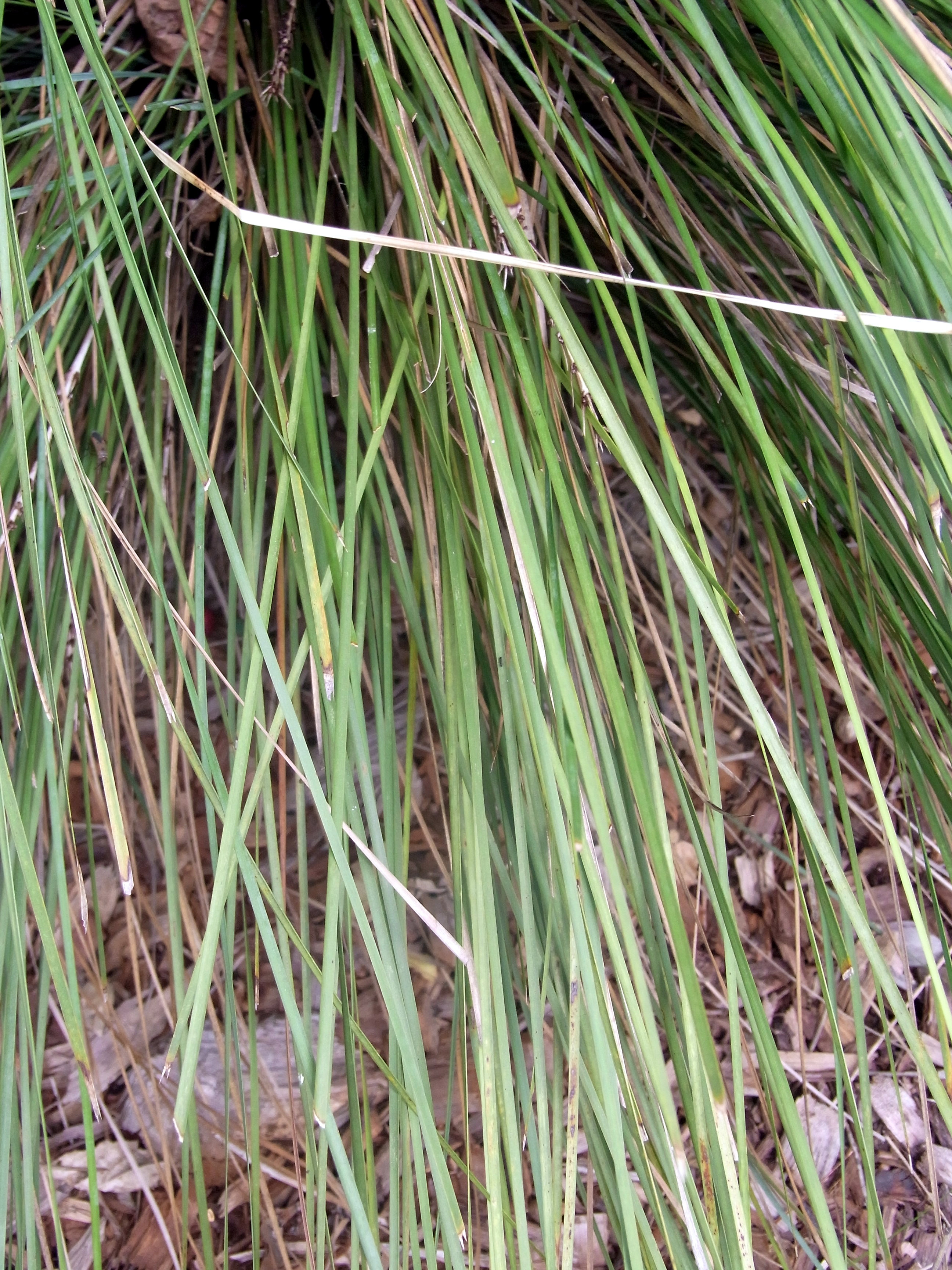
Lomandra fluviatilis
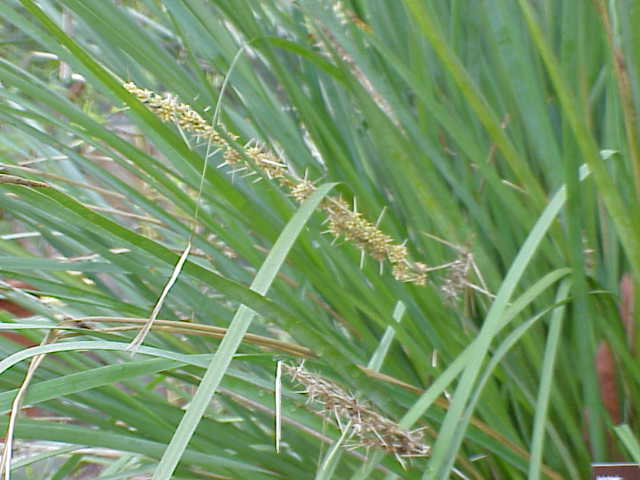
Lomandra filiformis
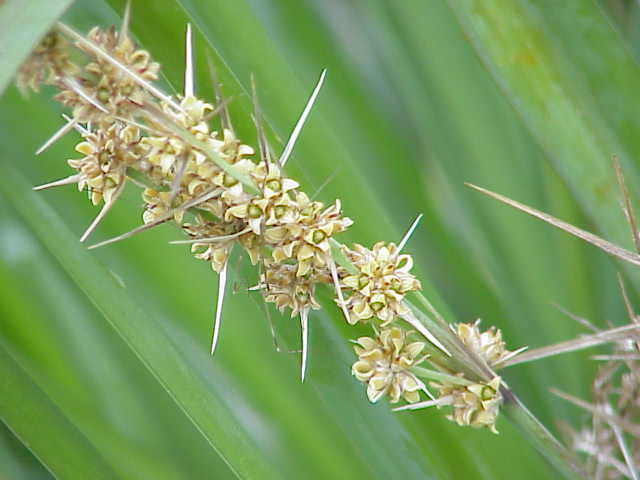
Fleurs
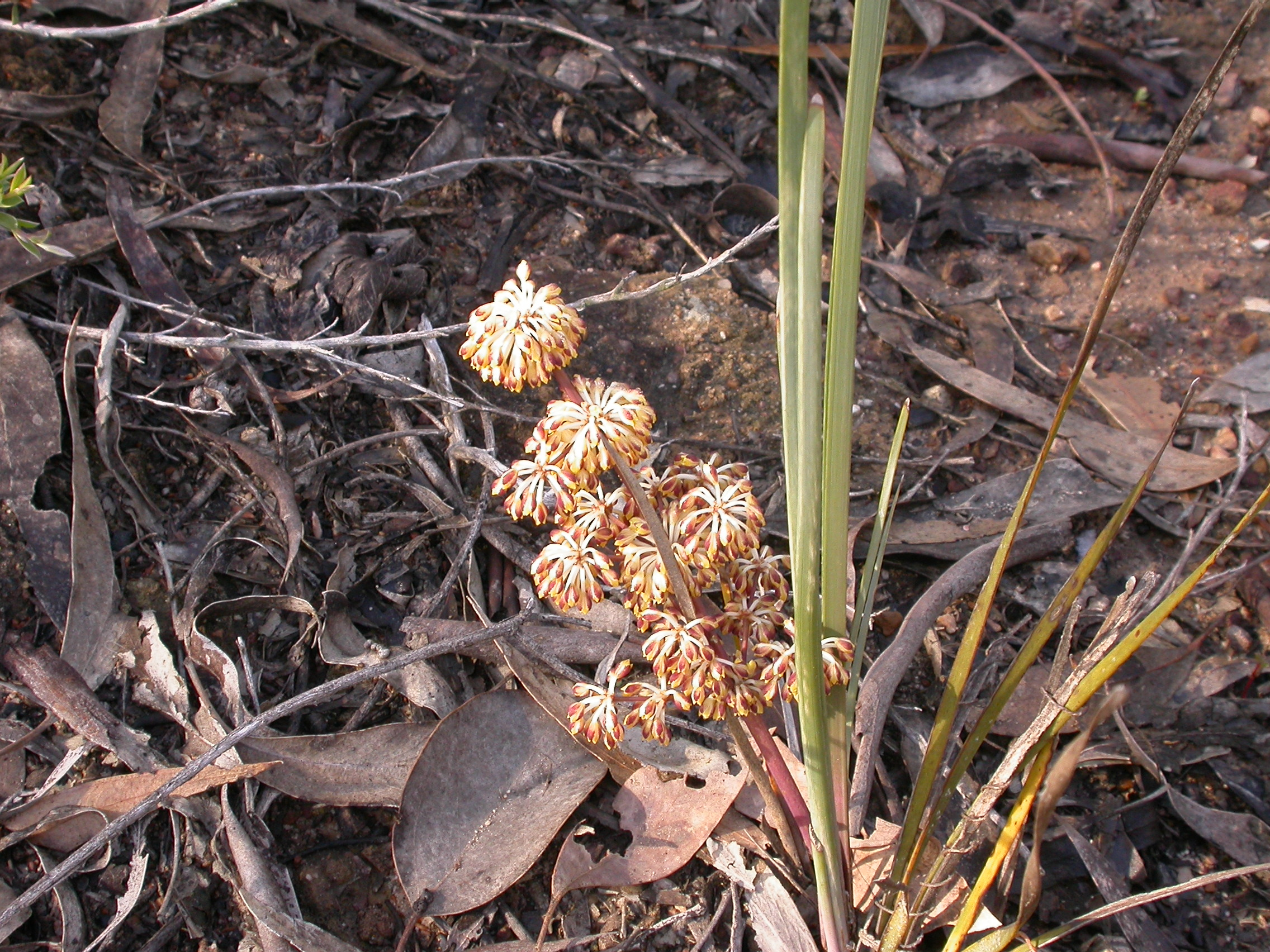
Lomandra multiflora